# 어유정도
어유정도(魚遊井島)는 석모도 남쪽에 있었던 섬으로, 현재의 강화군 삼산면 매음리의 남서부 지역이다. 대동여지도에는 섬의 이름이 어리정(魚里井)이라고 쓰여 있다.
일제강점기인 1930년대에 시행된 간척사업으로 석모도에 합쳐졌다. 조선 시대에 간척사업으로 강화도에 합쳐진 고가도와 이 섬 사이의 물길을 '가릉포'(嘉陵浦)라고 했다.

## 같이 보기
- 석모도
- 매음도
- 송가도
- 고가도